# Aurivilliola javana
Aurivilliola javana is een hooiwagen uit de familie Sclerosomatidae. De wetenschappelijke naam van Aurivilliola javana gaat terug op Roewer.